# Superliga de Kosovo 2009-10
La Superliga de Kosovo 2009-10 (Raiffeisen Superliga e Futbollit të Kosovës) fue la 11.ª edición del campeonato de fútbol de primer nivel en Kosovo y la tercera tras la declaración de la independencia. La temporada comenzó el 15 de agosto de 2009 y terminó el 30 de mayo de 2010. El campeón fue el KF Trepça.

## Sistema de competición
Un total de 12 equipos participaron entre sí todos contra todos 3 veces, totalizando 33 fechas. Al final de la temporada el primer clasificado se proclamó campeón. por otro lado los dos últimos clasificados descendieron a la Liga e Parë, mientras que el décimo clasificado jugó un play off por la permanencia contra el tercero de la Liga e Parë 2009-10.

## Equipos participantes
| Club            | Ciudad    |
| --------------- | --------- |
| Besa Pejë       | Peć       |
| Drenica         | Skenderaj |
| Ferizaj         | Ferizaj   |
| Flamurtari      | Pristina  |
| Gjilani         | Gjilan    |
| Hysi            | Podujevo  |
| KEK             | Obilić    |
| Kosova Vushtrri | Vučitrn   |
| Liria           | Prizren   |
| Prishtina       | Pristina  |
| Trepça          | Mitrovica |
| Vëllaznimi      | Gjakova   |

## Tabla de posiciones
| Pos. | Equipo             | PJ | PG | PE | PP | GF | GC | Dif | Pts |
| ---- | ------------------ | -- | -- | -- | -- | -- | -- | --- | --- |
| 1.   | KF Trepça          | 33 | 16 | 11 | 6  | 46 | 27 | +19 | 59  |
| 2.   | KF Prishtina       | 33 | 16 | 7  | 10 | 38 | 32 | +6  | 55  |
| 3.   | KF KEK             | 33 | 15 | 8  | 10 | 50 | 33 | +17 | 53  |
| 4.   | KF Besa            | 33 | 15 | 6  | 12 | 43 | 28 | +15 | 51  |
| 5.   | KF Drenica         | 33 | 14 | 7  | 12 | 38 | 44 | −6  | 49  |
| 6.   | KF Hysi            | 33 | 14 | 5  | 14 | 51 | 41 | +10 | 47  |
| 7.   | KF Flamurtari      | 33 | 12 | 11 | 10 | 42 | 44 | −2  | 47  |
| 8.   | KF Liria           | 33 | 12 | 8  | 13 | 38 | 35 | +3  | 44  |
| 9.   | KF Ferizaj         | 33 | 12 | 5  | 15 | 28 | 42 | −14 | 42  |
| 10.  | KF Vëllaznimi      | 33 | 12 | 6  | 15 | 34 | 42 | −8  | 42  |
| 11.  | KF Kosova Vushtrri | 33 | 9  | 7  | 17 | 28 | 43 | −15 | 34  |
| 12.  | KF Gjilani         | 33 | 5  | 10 | 18 | 28 | 53 | −25 | 25  |

|  | Campeón de Kosovo         |
|  | Promoción de descenso     |
|  | Descenso a la Liga e Parë |

## Promoción de descenso
El 10° lugar de la liga jugó una promoción de descenso contra el 3° de la Liga e Parë 2009/10. El KF Vëllaznimi ganó y permaneció en la Superliga.
KF Vëllaznimi 2-0 KF Besiana